# 秦化龙
秦化龙（1913年11月—1991年6月29日），原名秦季康，湖南平江人，中国人民解放军将领、中国人民解放军开国少将。
曾任中国人民解放军南京军区公安军政委。1955年，授予中国人民解放军少将。